# MessagePack
MessagePack（メッセージパック）は、バイナリ形式のデータ交換用フォーマット。配列や連想配列などの単純なデータ構造を表現できる。可能な限りコンパクトでシンプルになることを目指している。C言語、C++、C#、Erlang、Go、Haskell、Java、JavaScript、Lua、OCaml、Perl、PHP、Python、Ruby、Rust、Scala、Swiftなどのプログラミング言語の実装が存在する。

## 対応データ型
- nil
- boolean
- 整数（最大64ビットの符号付きまたは符号なし）
- 浮動小数点数（IEEE単精度/倍精度）
- UTF-8でエンコードした文字列
- バイナリデータ
- 配列
- 連想配列
- ext（アプリケーション側で定義するフォーマットの任意のデータ）
- タイムスタンプ（ext type = -1）（32ビット、64ビット、96ビット）

## 類似するフォーマット
- JSON はテキスト形式のフォーマットである。
- BSON はJSONをバイナリにした形式である。